# Герб Праги
Герб Праги (чеш. Znak hlavního města Prahy) — один из официальных символов столицы Чехии города Праги.

## Описание
Герб имеет геральдический щит испанской формы и окрашен пурпурный цвет. В центре щита изображена каменная крепость с двустворчатыми воротами и тремя башнями. Ворота на крепости раскрыты, решётка поднята. В воротах видна рука, закованная в серебряные рыцарские латы и сжимающая меч. Этот символ дан городу Фердинандом III в 1649 году после защиты города от шведских оккупантов в самом конце Тридцатилетней войны. Щит увенчан тремя коронованными красно-серебряными рыцарскими шлемами. Наверху герба изображены 12 копий с флагами местных городов и районов, по центру изображен коронованный лев.
 В качестве щитодержателей выступают два льва. Основанием для герба служат ветви липового дерева. На гербе написан девиз города: «PRAGA CAPUT REI PUBLICAE», что в переводе значит «ПРАГА — ГЛАВА РЕСПУБЛИКИ».
Во времена ЧССР использовался герб с некоторыми изменениями. Вместо традиционного коронованного льва над щитом располагался лев, увенчанный красной звездой, на груди которого находился щиток с силуэтом Криваня и костром золотого цвета (см. герб ЧССР). Девиз на латинском языке был заменён близким по смыслу девизом на чешском: «PRAHA — MATKA MĚST», т.е. «ПРАГА — МАТЬ ГОРОДОВ».